# ましろ杏
ましろ 杏（ましろ あん、1990年1月23日 - ）は、日本の元AV女優。LINX所属。

## 略歴・人物
趣味・特技:映画鑑賞（好きな映画は『キル・ビル』）、料理、英会話。
AVにデビューするまでは、田舎町の家庭で育ち、平凡な学生生活を送っていた。18歳の時に別の高校に通う高校生と初体験を行った。ましろ杏という芸名はスタイリストがつけたもので由来は本人には知らされていない。AV女優になったきっかけは、アダルトビデオを見るのが好きで自分も出てみたいと応募したことによる。
2009年6月にイメージビデオが発売され、同年9月にはkawaii*専属女優としてAVデビュー。
2011年4月プレミアム社の専属女優となった。おねだりマスカットDX!（2011年4月6日放送分）初登場で英会話を披露した。同年12月7日リリース作品を最終出演とし、引退することを明らかにした。
2017年8月にAV活動を再開。以降の所属事務所はLINX（旧・マークスグループ）。
デビュー当初は若いお姉さん役が多かったが、その後人妻役での出演が多くなった。バストは中学生の頃はBカップで、高校生頃から大きくなった。
2022年2月20日、自身のTwitterにてAV女優を引退する事を発表。
2023年5月22日週FANZA動画フロアランキングにて、出演した『BAZOOKA 冬の大感謝セール コスパ最強ノーカットベスト爆乳限定2749分』（BAZOOKA）が1位を記録。

## 映像作品

### アダルトDVD
- 新人!kawaii*専属デビュ→ Gカップ超くびれクイーン誕生♪（9月25日、kawaii*）
- 学校でセックchu♡（10月25日、kawaii*）
- ぜ〜んぶ、ごっきゅん。（11月25日、kawaii*）
- ランラン♪乱交（12月25日、kawaii*）

- 超絶品ボディ（1月13日、MOODYZ）
- 浮気する彼女 Gカップ女子大生編（2月13日、MOODYZ）
- ぬるぬるスケスケ競泳水着（3月13日、MOODYZ）
- 飲みまくり泥酔大乱交（4月13日、MOODYZ）
- 隣のお姉さんを犯したあの日… 3（5月7日、アタッカーズ）
- ミスキャンパス 私はあなたに逆らえない…（6月7日、アタッカーズ）
- ましろ杏と行くファン感謝祭 混浴露天風呂大乱交バスツアー（8月5日、ROCKET）
- おマ●コのにおいVol.4（8月5日、ROCKET）
- ボイン大好きしょう太くんのHなイタズラ（8月5日、グローリークエスト）
- 酔いつぶれた友人…その妻と（8月5日、タカラ映像）
- 奴隷色のステージ 10  雪見紗弥 ましろ杏（8月7日、アタッカーズ）
- 女のカラダは乳首でイク高感度で選ぶ。（8月13日、E-BODY）
- キマリすぎてごめんね（8月19日、乱丸）
- 美人すぎる巨乳海女（8月20日、S級素人）
- WATER POLE 97（8月23日、プレステージ）
- 恥ずかしいカラダ DOCUMENT（8月28日、HMJM）
- 2回シテくんなきゃヤダっ（9月5日、ワープエンタテインメント）
- 超高級中出しソープ（9月9日、SODクリエイト）
- 着エロモデル 杏のHな裏アルバイト(9月13日、隼エージェンシー）
- Female Workers 4（9月22日、SODクリエイト）
- 東京FUNKY GIRL EX・1（9月24日、ピエロ）
- 恥ずかしいカラダ ESCAPE（9月25日、HMJM）
- 羞恥! 94cmHカップ あのましろ杏が真夏の露出指令 Vol.2（10月7日、サディスティックヴィレッジ）
- 超高級美少女レズ・ソープ嬢 プレミアム Vol.3 ましろ杏 大沢美加 森ななこ 星崎アンリ（10月7日、DEEP'S）
- 時間が止まる腕時計3D ましろ杏 大沢美加 音羽レオン（10月7日、ROCKET）
- 中出しされるモデル級素人の週末アルバイト 01（10月8日、青空ソフト）
- 女教師in… ［脅迫スイートルーム］ Teacher An (25)（10月15日、ドリームチケット）
- いとこのお姉さん（10月19日、VENUS）
- フェラコレ2010秋SP（10月25日、隼エージェンシー）※オムニバス作品
- 絶対、声だしちゃダメ!!!（11月15日、ワープエンタテインメント）
- 親父の愛人（11月19日、VENUS）
- こだわりの手コキ 4時間SP 38人のハンドメイド 17（11月25日、隼エージェンシー）※オムニバス作品
- 純愛レズビアン ON LIVE 02 ましろ杏 雪見紗弥（11月26日、ピエロ）
- ガーターストッキング 顔騎オナニー（12月1日、Fetishist/妄想族）※オムニバス作品
- あやまち 快楽に目覚め乳首でイキまくる変態人妻杏（12月7日、桃太郎映像出版）
- 特殊捜査官、堕ちるまで… ましろ杏 姫咲りりあ（12月7日、アタッカーズ）
- マジックミラー号 攻撃的ボディ逆ナンパ in 三浦海岸 2010  ましろ杏 春咲あずみ 宮坂レイア 紗奈（12月7日、DEEP'S）
- ましろ杏が自宅に押しかけSEXしまくり（12月13日、MOODYZ）
- 青春エロドラマ オレのアネキとヤラないか?（12月16日、グローリークエスト）
- 美2周年記念作品 PERFECT STYLE痴女集団SPECIAL  ましろ杏 春咲あずみ 鈴音りおな 三浦芽依 水城奈緒 星野あかり（12月25日、美）
- フェラコレ特別編IV 3時間まるごとWフェラ（12月25日、隼エージェンシー）※オムニバス作品

- 全裸で宴会芸をさせられた新人OL（1月1日、MOODYZ）
- 派遣清掃員の人妻（1月7日、マドンナ）
- SOD発AV女優宅配便 ましろ杏 inマジックミラー号（1月8日、SODクリエイト）
- 風俗ちゃんねる 23（1月16日、MAXING）
- 乳イカせ ヨダレを垂らしてイキまくる下品なおっぱい（1月19日、OPPAI）
- 俺の妹がこんなに淫乱なわけがない（2月15日、ワンズファクトリー）
- MAXING 3D! ましろ杏（2月16日、MAXING）
- ごっくん（2月19日、KEU）※オムニバス作品
- ましろ杏が自宅へ突撃レズ訪問！（2月25日、Fantasista）
- 色狂い絶品グラマー ～ふしだらな情欲に悩む人妻の日常～（3月7日、マドンナ）
- 巨乳W女教師 ～極上BODYと夢の逆3P!～ かすみりさ ましろ杏（3月13日、MOODYZ）
- いま、ナマイキ言ったのは、このクチか？ ドM美女奴隷・強制フェラ一撃顔射（3月15日、ワープエンタテインメント）※オムニバス作品
- 巨乳女教師の淫らな教室。（3月16日、MAXING）
- 女の子をダマしてハメる。 撮影終了後の女優編 ましろ杏（3月25日、アテナ映像）
- 性奴隷妻 ～身内輪姦され続ける日常～（4月7日、桃太郎映像出版）※オムニバス作品
- 美画裸 ～BIERA～（4月7日、PREMIUM）
- 巨乳人妻お宅訪問（4月25日、美）※オムニバス作品
- PREMIUM STYLISH SOAP ましろ杏（5月7日、PREMIUM）
- 着エロ嬢、キャバクラ嬢、クラブ嬢を好き放題犯りまくる（5月25日、隼エージェンシー）※オムニバス作品
- 着衣巨乳フェティシズム ましろ杏（6月7日、PREMIUM）
- MAXINGが誇る究極グラマラスボディー10本番（6月16日、MAXING）※Blu-ray作品
- グラマー 未発表スペシャル 5（6月25日、HMJM）※オムニバス作品
- 悩殺ノーパンノーブラ女教師 ましろ杏（7月22日、PREMIUM）
- 超淫らな絶品BODY 180分スペシャル ましろ杏（8月7日、PREMIUM）
- 奴隷色のステージ 秘密クラブIII（8月7日、アタッカーズ）※オムニバス作品
- 悩殺乳ナース ましろ杏（9月7日、PREMIUM）
- ましろ杏 the BEST（9月16日、MAXING）※女優ベスト
- ましろ杏のスーツ・コス（10月7日、PREMIUM）
- 魅惑のクイーン13人! ボンテージだらけのSM (秘) 倶楽部 2（10月16日、MAXING）※オムニバス作品
- 監禁拘束ましろ杏イカセ24時間（11月7日、PREMIUM）
- 放尿、潮吹き、大失禁。 ましろ杏（12月7日、PREMIUM）※引退作

- ましろ杏の凄テクを我慢できれば生☆中出しSEX!（10月1日、ワンズファクトリー）※復帰作
- 熱帯夜（12月1日、溜池ゴロー）

- スペンス乳腺開発クリニック（1月1日、OPPAI）
- 人妻介護士痴漢電車 ～背徳の通勤羞恥に飲み込まれて～（2月7日、マドンナ）
- 重なる乳房、擦れる乳首。人妻密着レズビアン 君島みお ましろ杏（3月7日、マドンナ）
- 暴風雨 憧れの同級生と2人だけの夜（4月7日、マドンナ）
- 働く女の艶めかしい完全着衣ファック（5月1日、Fitch）
- クリトリスを刺激されっ放しでぶっ壊れる痙攣性交（6月1日、Fitch）
- 貴方だけを見つめ続ける淫語中出しソープ（7月1日、Fitch）
- 家政婦緊縛奴隷 ～白い乳房が快感に震える麻縄調教～（8月1日、Fitch）
- ホントは怖い ましろ杏 男をボコッて罵倒し潮吹きさせアナルを犯し見せつけセックス（9月6日、AKNR）
- 家の中に潜む影 知らない女に襲われて… ～ストーカーの標的にされた巨乳若妻～ ましろ杏 鈴木さとみ（9月7日、ビビアン）
- 極上ボディ姉妹を愛人に囲って2人まとめて中出しする成功者な俺。水川スミレ ましろ杏（9月13日、E-BODY）
- 美人巨乳教官が指導してくれる褒めて褒めて褒めちぎるSEX教習所  ましろ杏 かなで自由 美保結衣 桜ちなみ（9月14日、BAZOOKA）
- クソエロボディーの巨乳人妻!新婚なのに他人のち○ぽでキメパコ中出し!（9月19日、チキチキカマー）
- 隣人の騒音が酷いので妻とクレーム言いに行ったらそこはDQNのたまり場だった。逆上されて妻が中出しされまくってるのに怖くて何も出来ない僕。（9月19日、ミセスの素顔/エマニエル）
- ママショタ実話（9月20日、グローリークエスト）
- 家庭内接吻レズビアン 唾液と愛液にまみれて愛し合う義母と娘 愛里るい ましろ杏（9月20日、ヒビノ）
- リピーター続出!こっそり生ハメできると噂のおっぱいパブ（9月21日、NITRO）
- 爆乳ご奉仕メイド!ご主人様の熱～いザーメンをおっぱいブッカケ7連発!（9月28日、REAL）
- 恥ずかしいカラダ 復活（9月29日、HMJM）
- はだかの主婦 世田谷区在住 ましろ杏 (31)（10月1日、プラネットプラス）
- 【着衣爆乳】思わずRECしたくなる着衣爆乳おっぱい 杏編（10月7日、unfinished）
- 女として全く意識してなかった年上女性に僕のメンズ服を着せたら、パンチラ胸チラが見えまくってしまい我慢できずに襲って妊娠率99％の濃厚年下ザーメンたっぷり中出し!（10月19日、かぐや姫Pt/妄想族）※オムニバス作品
- 巨乳人妻限定 下半身をじっくり責める派遣リフレクソロジー（11月9日、BAZOOKA）※オムニバス作品
- 鬼縛 13 イキ汁垂らしまくり超絶淫乱女（11月16日、MAD）
- 渋谷のクラブで真正本物中出し大乱交ハードコアパーティ!!!! vol.2 三浦あや 愛里るい 浅美結花 優梨まいな 真木今日子 ましろ杏（11月22日、SODクリエイト）
- ノルマ達成のためなら何でもこなしちゃうバツイチママは不動産OL（12月1日、プラネットプラス）
- ましろ杏の露出サポ（12月8日、山と空）
- コタツの中でひっそり奥さんのマ○コに触れると糸を引くほど溢れ出す愛液! ご無沙汰過ぎて旦那が隣に居るにも関わらず何度も悶絶絶頂! 3（12月14日、V&R PRODUCE）※オムニバス作品
- ショーパンの下はノーパン!?無防備にマンチラ・マンスジを見せつける家族に我慢できずに生ハメ中出し!（12月19日、かぐや姫Pt/妄想族）※オムニバス作品

- ナチュラルハイ新春特別作品 ホテル痴漢6 中出しSP 総勢20人総集編付き 豪華版（1月10日、ナチュラルハイ）※オムニバス作品
- 【家畜注意】変態マゾ欲!朝から晩までザーメンまみれのドスケベ巨乳肉便器!（1月19日、チキチキカマー）
- 一泊二日の中出し不倫旅行（1月25日、人妻花園劇場）
- 誘惑してくる超爆乳Iカップ淫魔に精子が空になるまで毎晩吸い尽くすされる（1月25日、h.m.p DORAMA）
- 胸ポッチが堪らない!揺れ動く巨乳ノーブラニットのOL（2月1日、AKNR）※オムニバス作品、「AV OPEN 2018」マニア・フェチ部門 エントリー作品
- 友人の母親（2月1日、VENUS）
- えっマジ!嫁の友達がいきなり痴女ってきた!（2月7日、AKNR）※オムニバス作品
- 彼女の男犯 巨乳同僚OLとの男女逆転セックス（2月20日、MEGAMI）
- 犯してほしい。どマゾ調教ボンデージ（2月26日、M男パラダイス）
- 控え室で待機してたら女優に痴女の練習台にされてアナルまで犯された(嬉)!（3月7日、MEGAMI）※オムニバス作品
- 父が出かけて2秒でセックスする母と息子（3月13日、VENUS）
- 「町内会の巨乳ママ友たちがスパリゾートで小さな水着を着たら思わずポロリ! 勃起を見せたら興奮してヤらせてくれた」VOL.1  ましろ杏 三島奈津子 推川ゆうり 優月まりな（3月21日、DANDY）
- 「お風呂一緒にはいろ!」親戚のおばさんのボインで体を洗われて僕のチ○コはカッチカチ!!母がいるのにこっそりチ○コを握りしめてきて、2人っきりになったらオトナの女のカラダをたっぷり教えこまれ、絶倫チ○コでひぃひぃ言わせちゃったぞ!  ましろ杏 三島奈津子 羽生ありさ（3月21日、SWITCH）
- 危険日直撃!!子作りできるソープランド 14（3月21日、Mr.michiru）
- BARで出会った色白巨乳妻にお酒と媚薬を飲ませたらとんでもなく淫乱ビッチ女ができちゃいました!しかも生中出し乱交交尾でガンギまっちゃって（＾＾ゞ（4月1日、美人魔女/エマニエル）
- 肉感!OL倶楽部2〜OL杏さんの隠しきれない爆乳スーツとオフィスを癒すフェミニンスタイル〜（4月7日、下半身タイガース）
- JOI ～Jerk Off Instruction～ 痴女お姉さんのエロすぎる淫らなオナニー指導（4月12日、BAZOOKA）※オムニバス作品
- 童貞息子の将来を気にした巨乳の母が優しく性教育! 愛撫だけで連続射精する敏感チ○ポを強化するため妊娠覚悟の生挿入! 優しいスローピストンでチ○ポの形を噛み締めながら連続絶頂! 親子にも関わらず早漏改善するまで何度も中出し!（4月12日、V&R PRODUCE）※オムニバス作品
- 熟女エロプロレス 加藤あやの 水城奈緒 葵百合香 ましろ杏（4月11日、ROCKET）
- 潜入捜査官狂乱拷問事件簿 from HYPER DELICIOUS AWABI 人生最悪、屈辱の日 Spiral-6 ～三崎麗奈の記録～（4月25日、Baby Entertainment）
- 爆乳ご奉仕メイド! ご主人様の熱～いザーメンをおっぱいブッカケ20連発スペシャル!!（5月31日、REAL）※オムニバス作品
- 生まれて初めての金蹴り 6（6月5日、フリーダム）※オムニバス作品
- 白昼の人妻タクシードライバー2 ～凌奪された淫靡な巨乳妻 ましろ杏〜（7月12日、NAGIRA）
- 親父が再婚した俺と3才しか変わらない義母のピタパン尻に我慢できずにレイプ!途中で冷静になってストップしたら「やめちゃうの?」と言われたのでナマチンXXX (トリプルエックス) 中出し!今では家庭内セフレです（8月8日、サディスティックヴィレッジ）※オムニバス作品
- ショタ好き義母や保健教諭、巨乳枕営業OLが登場して男を犯すドラマ（8月9日、REAL）※オムニバス作品
- 突然やってきた営業レディは媚薬を飲むと、黒パンストを擦りつけながら淫らに股間を滴らせ、カニバサミで中出しを求めた!  SPECIAL（9月11日、V&R PRODUCE）※オムニバス作品
- 「まさか…僕を誘惑してるわけじゃないですよね…」ワイシャツ1枚羽織ったノーブラ巨乳の兄の彼女と弟が自宅で2人っきり!無防備な姿から垣間見えるオッパイ・パンチラにフル勃起! 兄では満たし切れない欲求不満マ〇コに弟チ〇ポが生挿入!デカ乳振り乱しながら連続絶頂兄には絶対ナイショの横取り中出しSEX! 2（9月11日、V&R PRODUCE）※オムニバス作品
- 夫のいない間に咥えこむ巨乳どスケベ妻、ショタ好き妻、寝取られ妻（9月27日、REAL）※オムニバス作品
- レズビアンエタニティ ～巨乳エロティック動画配信レズビアン～ ましろ杏 真木今日子（9月27日、U&K）
- グラマラスエロボディ つちのこエロ舌 全身舐め狂いド変態痴女（10月1日、OFFICE K'S）
- 全裸民泊巨乳4姉妹ハーレムスペシャル ましろ杏 稲場るか 石原理央 青澤えみり（10月11日、BAZOOKA）
- 「お父さんよりあなたが好き…」 息子を溺愛する義母が父に隠れて濃厚ベロキスしながら密着中出しSEX!（10月11日、V&R PRODUCE）※オムニバス作品
- お姉さんが唾とベロでドロドロイカせてあげる  ましろ杏 夏原唯（11月10日、ラハイナ東海）
- HIP HIP LEZBIAN（12月1日、U&K）※オムニバス作品

- 【奇跡】デリヘル呼んだら地元の巨乳な友達で非常においしい思いをした件!! 5（1月17日、BAZOOKA）※オムニバス作品
- 催眠連鎖 -同僚嫉妬女MC-（2月1日、ヒプノシスラボ）
- 生保レディさん…! SEXがしたいです（2月1日、熟女大学/熟女卍）※オムニバス作品
- 催眠連鎖 II -承認欲求女NTR- 高樹あすか ましろ杏（4月1日、ヒプノシスラボ）
- ド田舎のプールに現れるすんごい性欲の巨乳水着お姉さんに誘惑されて朝がくるまで射精させられ続けた夏（4月25日、痴女ヘブン）
- 熟れた巨乳兄嫁の食い込み 先汁垂らす義弟と義父との禁断の肉欲（5月21日、ヒビノ）
- しゃがんだお尻の穴の収縮とシワの本数までバッチリ分かるアナルひくひくオナニー 2（5月25日、アロマ企画）※オムニバス作品
- メガネでデカパイな管理人さんのいる独身寮へようこそ（6月20日、STAR PARADISE/KIRei）
- 中年男が味わう ふくよかな嫁の話（7月13日、FAプロ）※オムニバス作品
- 精液検査で看護師さんと2人きり 患者 (新婚の夫) が勃ちが悪いフリして射精採取のお手伝いを依頼したら…（7月20日、STAR PARADISE/DOKI）※オムニバス作品
- 狙われた女体 恐るべき犯行映像（8月1日、FAプロ）※オムニバス作品
- 麗しい巨乳和美人がおもてなしする超高級浴衣ヘルス 其の三（8月14日、BAZOOKA）※オムニバス作品
- 丸出しストリップ・ダンス・ショー始まるよ!（9月25日、1113工房）※オムニバス作品
- 超接写! 乳首で何度もイキまくるアルティメットおっぱい Vol.3（10月9日、BAZOOKA）※オムニバス作品
- 接吻寝取られ 3 … 妻のくちびるが奪われた（10月25日、ながえSTYLE）
- 人妻輪姦 …夫が不在の日、主婦達は逃げ惑い幸せな家庭で犯される…（11月20日、MADAM MANIAC）※オムニバス作品
- コスプレ・ストリップ・ダンス・ショーの時間だよ（11月25日、1113工房）※オムニバス作品
- 唾液エンドレスのじゅるじゅる乳首舐め×トルネード寸止めオイル手コキ（12月19日、アロマ企画）※オムニバス作品
- 濃厚フェラしてくれている女の子の緩んだ股間の奥に見えるパンチラで異様に興奮します! 2（12月19日、アロマ企画）※オムニバス作品

- 手軽に男をヤリたい放題! 欲求不満な女性御用達サービス レンタ彼氏（1月13日、アロマ企画）※オムニバス作品
- 現代肉欲劇場 女の性 この世は色まみれ 隣人・義母・妹・学生（1月13日、FAプロ）※オムニバス作品
- グラス片手に乾杯JOI 僕だけのエッチな接客係（2月7日、アロマ企画）※オムニバス作品
- 闇マッサージサロンの罠に堕ちた主婦 睡眠薬を盛られて昏睡中に中出しされ、覚醒後は媚薬オイル施術を施されドM輪姦でイキ狂う人妻の子宮（3月1日、熟女塾/エマニエル）
- 超大量オイル×「いい子いい子…」の亀頭撫で回し快感責め その2（4月7日、アロマ企画）※オムニバス作品
- 舐めて伸ばして引っ張って、伸縮自在の乳首アクメオナニー（7月19日、ゑびすさん）※オムニバス作品
- 乳首舐めレズ（9月7日、ゑびすさん）※オムニバス作品
- 唾液交換ベロ貝合わせレズキス（9月21日、ゑびすさん）※オムニバス作品
- 口臭押し潰し鼻舐めレズ（10月5日、ゑびすさん）※オムニバス作品
- Wブーツ痴女に蒸れた足と淫語でシゴかれる僕（10月5日、ゑびすさん）※オムニバス作品
- パンスト越しの足・股間・アナル蒸れ嗅ぎ舐めレズ（11月2日、ゑびすさん）※オムニバス作品

- やっぱり尻肉と肛門（1月25日、1113工房）※オムニバス作品
- 闇マッサージサロンの罠に堕ちた主婦たち 睡眠薬を盛られて昏睡中に中出しされ、覚醒後は媚薬オイル施術を施されドM輪姦でイキ狂う人妻の子宮（2月1日、熟女塾/エマニエル）※オムニバス作品
- 挑発レズキス見せつけ染み付きパンティ手コキ（2月1日、1113工房）※オムニバス作品

### アダルトVR
- Let's極上バスタイムオナニー!自宅の風呂があっという間に☆高級VRソープランド（9月7日、ワンズファクトリー）
- 劇的高画質 100cmIカップ爆乳「旦那のいる横で…」NTRバージョンアップ版 2 絶頂9回中出し2回 あの時のあの人が2年後に再び!!（9月15日、ブイワンVR）
- 「えっ見せつけてる!?」誘惑してくる巨乳兄嫁!! 巨乳すぎる美人な兄嫁は新婚なのにセックスレス!! 抱いてみたいドエロな体を見ているだけで勃起してしまったボクに気づいた兄嫁は欲求不満が爆発したのか…（11月16日、DOC）

- ショ●コン講師の誘惑性教育（1月10日、KMPVR）
- Ｗバイノーラルでフェザータッチ淫語SEX授業 ましろ杏 早乙女らぶ（1月18日、KMPVR）
- 肉感たっぷり巨乳人妻高級マッサージ 真木今日子 ましろ杏（3月27日、4K VR）
- 巨乳OLわいせつ健康診断VR（3月28日、TMAVR）※オムニバス作品
- 乳首責め専門デリヘル嬢に騎乗位で生中出し 杏さん (28)（3月29日、Mr.michiru）
- 両隣の欲求不満な人妻に襲われてドスケベ中出しSEXしちゃった僕 真木今日子 ましろ杏（4月16日、KMPVR）
- 【ASMR体験】デカ乳出張エステティシャンが行う究極の脳内リラクゼーション! ベロキス/耳舐め/咀嚼/ローション手コキ/愛液滴るマ○コいじり/濃厚フェラ!フル勃起した僕のチ○ポを挿入し音が響き渡るほどの激ピストンで密着生中出しSEX!（5月3日、V&R PRODUCE）
- 結婚初夜に童貞喪失! デカ乳新妻がウブな僕に優しくエッチを教えてくれた… 初体験のキス/オッパイ揉み/フェラで大暴発!肌が触れ合う濃厚密着SEXで膣内射精!（5月24日、V&R PRODUCE）
- ナースが目の前でパンスト＆パンツを見せつけてくる巨尻フリフリVR（6月21日、ROOKIE VR）※オムニバス作品
- 目の前でピタパン! スケパン! パンスジ & パン肉の浮き出たエロ尻をじっくり観察（6月28日、ROOKIE VR）※オムニバス作品
- 後を追いかけ拉致してそのままレ○プ! 全員中出し!（7月30日、ROOKIE VR）※オムニバス作品
- 残業の女神様、こんな先輩OLに犯されたい!巨乳上司!（11月4日、4KVR）
- 目の前に広がるランジェリーナ! ぷにぷにモリマン むちむちTバック もみもみブラジャー ぷりぷり美尻 ほぼノーモザイクVR（11月13日、ROOKIE VR）※オムニバス作品
- 目の前でお尻をじっくり観察! アナルを開いたり閉じたりパクパクしたりガッツリ丸見えVR（11月29日、ROOKIE VR）※オムニバス作品
- 媚薬を持ち込んだアナタをミニスカ空港検疫官4人がボディチェック! ペロリと舐めて確かめた媚薬で美女達がキマッてエロぉ～く豹変! 個性満点の集団痴女に何度も中出し射精をさせられ… 星奈あい 凛音とうか 跡美しゅり ましろ杏（11月29日、PREMIUM）

- エロい人しかいない株式会社に転生してしまったのか? 下着メーカーの新入社員になったら… 巨乳社長 ましろ杏 痴女部長 七瀬ひな どM同僚 水沢つぐみ（7月23日、4K VR）

- スカートの中に潜りたい（1月8日、1113工房VR）※オムニバス作品
- 女性がフルーツを食べるだけのVR（4月23日、1113工房VR）※オムニバス作品

### イメージビデオ
- AV寸前!（2009年6月25日、コンセント）
- An ぷるるんワンハンドレッド!（2017年11月16日、REbecca) ※Blu-ray同時発売
- ヴィーナス・テルメ（2019年10月30日、オルスタックソフト販売）※Blu-ray+DVDの初回限定版 同時発売
- ましろのレシピ（2020年2月22日、Superlative）※Blu-ray 同時発売
- 湯けむり女ふたり旅  優梨まいな ましろ杏（2020年10月30日、オルスタックソフト販売）

## 書籍・出版物

### 写真集
- Untouchable（2020年2月25日、ジーウォーク、撮影：安田一福）ISBN 978-4867170021

### デジタル写真集
- 【ShimizuSeitaro Presents】 ましろ杏 写真集（2011年12月12日、清水清太郎事務所、撮影：清水清太郎）
- アブナイ女神☆ましろ杏 vol.1（2017年5月31日、アイロゴス）
- アブナイ女神☆ましろ杏 vol.2（2017年5月31日、アイロゴス）
- 欲求不満の人妻 主人が居ないうちに早く… ましろ杏 濃密グラビア写真集（2019年7月12日、フラウス）
- An ぷるるんワンハンドレッド!（2019年7月24日、REbecca）
- 生徒の理性を惑わす肉食系ドエロ女教師 ましろ杏 濃密グラビア写真集（2020年2月1日、フラウス）
- FLOWER ましろ杏 vol.01（2020年8月21日、ジーウォーク、撮影：安田一福）
- 裸体工房 ましろ杏（2020年10月24日、TMEプラス）
- セレブ妻の裏の顔 夫に言えない秘密は危険な香り ましろ杏 激ヤバ写真集（2021年10月29日、デジタルピーチ）
- ヘアヌードだらけの全裸大新年会 2022（2022年1月4日、小学館、撮影：上野勇）※12人のAV女優によるコラボ写真集。

### 雑誌
- 壮快Z⑩（2020年5月14日発売、マキノ出版）- 袋とじ

## 出演

### テレビ
- ヴィーナス・フューチャー＃81（2010年、エンタ!371）
- おねだりマスカットDX!（2011年4月6日 - 2011年6月8日） テレビ東京
- 桃のふくらみ（MONDO TV）
- エロの極みオトメたち（2017年10月16日、エンタ!959）[7]
- LINXカフェ第一夜（2018年10月15日、エンタ!959）[8]

### オリジナルビデオ
2009年
- BL 〜僕の彼氏を紹介します〜（7月17日、エースデュースエンタテインメント）オムニバス作品
- GL 〜小悪魔たちの誘惑〜（8月21日、エースデュースエンタテインメント） ※『制服の中の恋事情』に出演
- TL 〜誰にも言えない秘密がある〜(9月18日、エースデュースエンタテインメント）オムニバス作品 -「まゆこ」役
- 少女時代 ヤンキーがゆく（2011年8月19日、GPミュージアムソフト） - 主演:優子 役